# 73-й морской центр специальных операций
73-й морской це́нтр специа́льных опера́ций (73 МЦ СпО, в/ч А1594, ранее 7-я отдельная бригада специальных операций, укр. 73-й морський центр спеціальних операцій імені кошового отамана Антіна Головатого) — часть специальной разведки Военно-Морских Сил Вооружённых Сил Украины.
Дислоцировался в бухте Круглой в Севастополе. С 2004 года дислоцируется на острове Первомайский в городе Очаков Николаевской области. Носит имя кошевого атамана Черноморского казачьего войска Антона Головатого. Женщины проходят ту же подготовку, что и мужчины. Центр является одним из элитных подразделений украинского спецназа, который состоит из разведчиков, подводных диверсантов и операторов БПЛА. 

## История соединения
Незадолго до распада СССР 17-я отдельная бригада специального назначения ВМФ СССР была переформирована в 1464-й морской разведывательный пункт.
После провозглашения независимости Украины, 9 апреля 1992 года более двух третей офицерского состава и сто процентов остальных военных 1464 морского разведывательного пункта во главе с командиром, капитаном 1 ранга Анатолием Леонидовичем Карпенко, приняли присягу на верность народу Украины. Вскоре части возвращён статус бригады — она стала 7-й отдельной бригадой специальных операций ВМС Украины.
На текущий момент, «украинская» история данного подразделения имеет достаточно примеров успешного применения сил специальных операций. В августе — сентябре 1992 года РГ СпН бригады вместе с группой спецподразделения СБУ «Альфа» обеспечивала доставку из Канады на Украину «гривневого» груза на сухогрузе «Пётр Алейников» (операция «Щит Украины»).
Очаковские водолазы отличились во время ликвидации крупной аварии водостока в Харькове, во время многочисленных подводных разминирований — уничтожали торпеды под Одессой, авиабомбы в районе херсонского элеватора, мины времён Первой мировой войны в устье Дуная под Измаилом и др.
В 2004 году часть передислоцирована из острова Первомайский на территорию одного из военных городков Очаковского гарнизона.

### 73-й морской центр специальных операций
Оперативным назначением 73-го МЦ СпО является:
- Проведение разведывательных мероприятий[7];
- Совершения диверсий;
- Подводное минирование;
- Разминирование;
- Захват судов;
- Захват береговых сооружений.

### Вторжение России на Украину (2022)
Центр принимает участие в отражении российского нападения на Украину. Ударные группы подразделения проводят разведывательные и диверсионные операции на оккупированных Россией украинских территориях, принимала участие в украинском контрнаступлении. Так бойцы центра проводили рейды против российских позиций вдоль Днепра. В январе 2023 года бойцы подразделения совершили рейд на восточный берег, захватив российский командно-наблюдательный пункт, используя БПЛА и катера, бойцы атаковали российские силы, уничтожив позиции и командный пункт.
73-й морской центр принимал участие в операции по освобождению острова Змеиного 7 июля 2022 года. Боевые пловцы подразделения подошли к острову на подводных аппаратах в поисках противолодочных и противодесантных мин и иных препятствий, которые могли бы помешать высадке десанта основной группы для продолжения операции. Бойцы центра, в составе других подразделений, в начале российского вторжения, не допустили высадку воздушного десанта российских военных на аэродром «Кульбакино» в Николаеве.
29 февраля 2024 года Силы специальных операций Украины сообщили о гибели в бою военных центра в ходе рейда на Тендровскую косу.

## Структура
Подразделение построено примерно по той же схеме, что и команда "морских котиков" ВМС США или или британских SBS
Структурно Центр состоит из трёх отрядов специального назначения и частей обеспечения:
- 1-й отряд подводного минирования;
- 2-й отряд подводного разминирования и прорыва противодесантных заграждений;
- 3-й разведывательный отряд;
- Подразделения боевого и тылового обеспечения.

Приданы корабли и суда — патрульный катер «Скадовск», корабль управления «Переяслав», водолазное судно «Нетешин», десантный катер «Сватово».

## Оснащение
На вооружении Центра находятся подводные средства движения и носители водолазов «Тритон-2М» и «Сирена-УМ», специальное подводное стрелковое оружие — пистолеты СПП-1, автоматы АПС, другое специальное оружие.
В 2018 году был показан катер на воздушной подушке Tornado F50 Long, который находится на вооружении центра.

## Командиры

Предыдущая эмблема 73-го морского центра специальных операций

- Капитан 1 ранга Карпенко, Анатолий Леонидович (1988—1998)
- Капитан 1 ранга Ершов Сергей Николаевич (1998—2004)
- Капитан 1 ранга Поздняков Александр Васильевич (2004—2009)
- Капитан 1 ранга Станкевич Алексей Анатольевич (2009—2010)
- Капитан 2 ранга Татарченко, Игорь Витальевич (2011—2012)
- Капитан 1 ранга Зинченко, Алексей Владимирович[укр.] (2012—2014 †)
- Капитан 1 ранга Олефиренко, Юрий Борисович (2014—2015 †)
- Капитан 1 ранга Вечирко Игорь Петрович (2015)
- Капитан 1 ранга Шевченко, Эдуард Григорьевич[укр.] (03.2016—09.2017)
- Капитан 1 ранга Сидоренко, Юрий Михайлович[укр.] (09.2017—09.2020)
- Капитан 2 ранга Сундуков Сергей Андреевич (09.2020 — н.в.)

## Вооружение и военная техника
| Тип                   | Изображение           | Производство          | Назначение                                       | Количество            | Примечания            |
| Стрелковое вооружение | Стрелковое вооружение | Стрелковое вооружение | Стрелковое вооружение                            | Стрелковое вооружение | Стрелковое вооружение |
| --------------------- | --------------------- | --------------------- | ------------------------------------------------ | --------------------- | --------------------- |
| АПБ                   |                       | СССР                  | автоматический пистолет бесшумный                |                       |                       |
| АК-ТК АК-74           |                       | Украина · СССР        | автомат калибра 5,45 мм                          |                       |                       |
| ПК                    |                       | СССР/ Украина         | пулемёт                                          |                       |                       |
| СПП-1                 |                       | СССР                  | специальный подводный пистолет                   |                       |                       |
| АПС                   |                       | СССР                  | специальный подводный автомат                    |                       |                       |
| Транспорт             |                       |                       |                                                  |                       |                       |
| «Тритон-2М»           |                       | СССР/ Украина         | подводное средство движения / носитель водолазов |                       |                       |
| Сирена-УМ             |                       | СССР/ Украина         | подводное средство движения / носитель водолазов |                       |                       |